# Agustí Sans Valls
Agustí Sans Valls (Maó, 27 de febrer de 1995) és un jugador de basquetbol professional. Mesura 1,90m i juga en la posició de base.

## Carrera esportiva
Es va formar en diferents equips menorquins com el CCE Sant Lluís, La Salle Mahón, l'Islas Baleares o el CD Alcazar. La temporada 2009-10 va ser fitxat pel Joventut de Badalona quan era cadet. La temporada 2012-13, ja com a jugador del júnior, va jugar sis partits a LEB Plata amb el CB Prat, equip vinculat de la Penya. La temporada següent juga al Prat en LEB plata, i disputa tres partits a la lliga Endesa amb el FIATC Joventut. Els dos anys següents seguirà al Prat en LEB Or, disputant algun partit amb el primer equip del Joventut. El 2016-17 fitxa per l'Actel Força Lleida de LEB Or per suplir la baixa de Luka Rupnik. En el mes de desembre passa a jugar al Unión Financiera Oviedo, on acabarà la temporada. La temporada següent fitxa pel Levitec Huesca, també de LEB Or, on jugarà durant dues temporades. La temporada 2019-20 fitxa novament pel Força Lleida.

### Selecció
Ha sigut internacional sub 16 els anys 2010 i 2011, sent bronze l'Europeu de 2011 a la República Txeca. El 2012 va disputar el Mundial sub 17 a Kaunas, i el 2013 va tornar a ser bronze en l'europeu sub 18 de Letònia. Els anys 2014 i 2015 va aconseguir la plata als europeus sub20 celebrats a Creta (Grècia) i Lignano Sabbiadoro (Itàlia) respectivament.